# Cygnus Mass Simulator
El Cygnus Mass Simulator és una càrrega útil simulador de massa que va ser llançada el 21 d'abril de 2013 en el vol inaugural del coet Antares d'Orbital Sciences, Antares A-ONE. Va ser llançat des del Pad 0A al Mid-Atlantic Regional Spaceport (MARS) a Wallops Island, Virginia, EUA. La càrrega estava destinada a simular la massa de la nau espacial de subministrament Cygnus. Aquesta càrrega fictícia va ser enviada a una òrbita de 250 km x 300 km amb una inclinació de 51,6 graus.
Es van desplegar quatre nanosatèl·lits de Spaceflight Services des de la càrrega fictícia.
Aquest llançament juntament amb diverses altres activitats relacionades, són pagades sota el programa Commercial Orbital Transportation Services de la NASA.

## Galeria

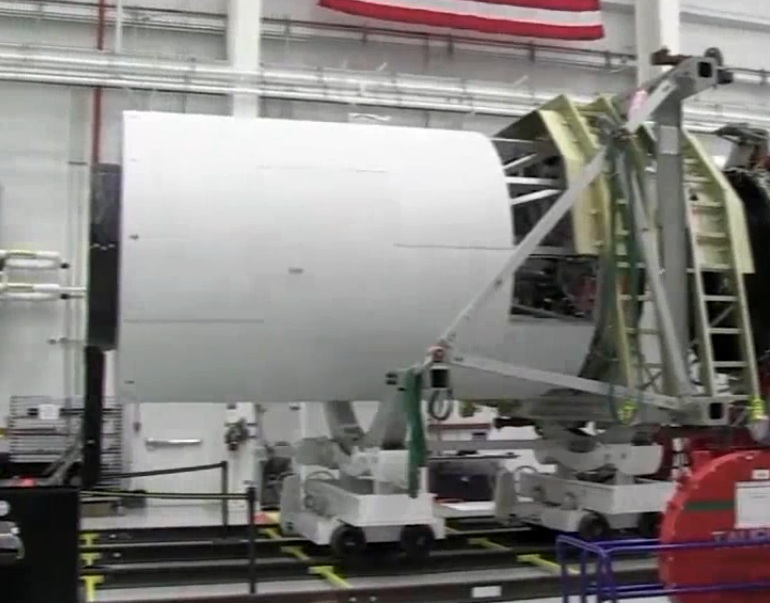
El Cygnus Mass Simulator
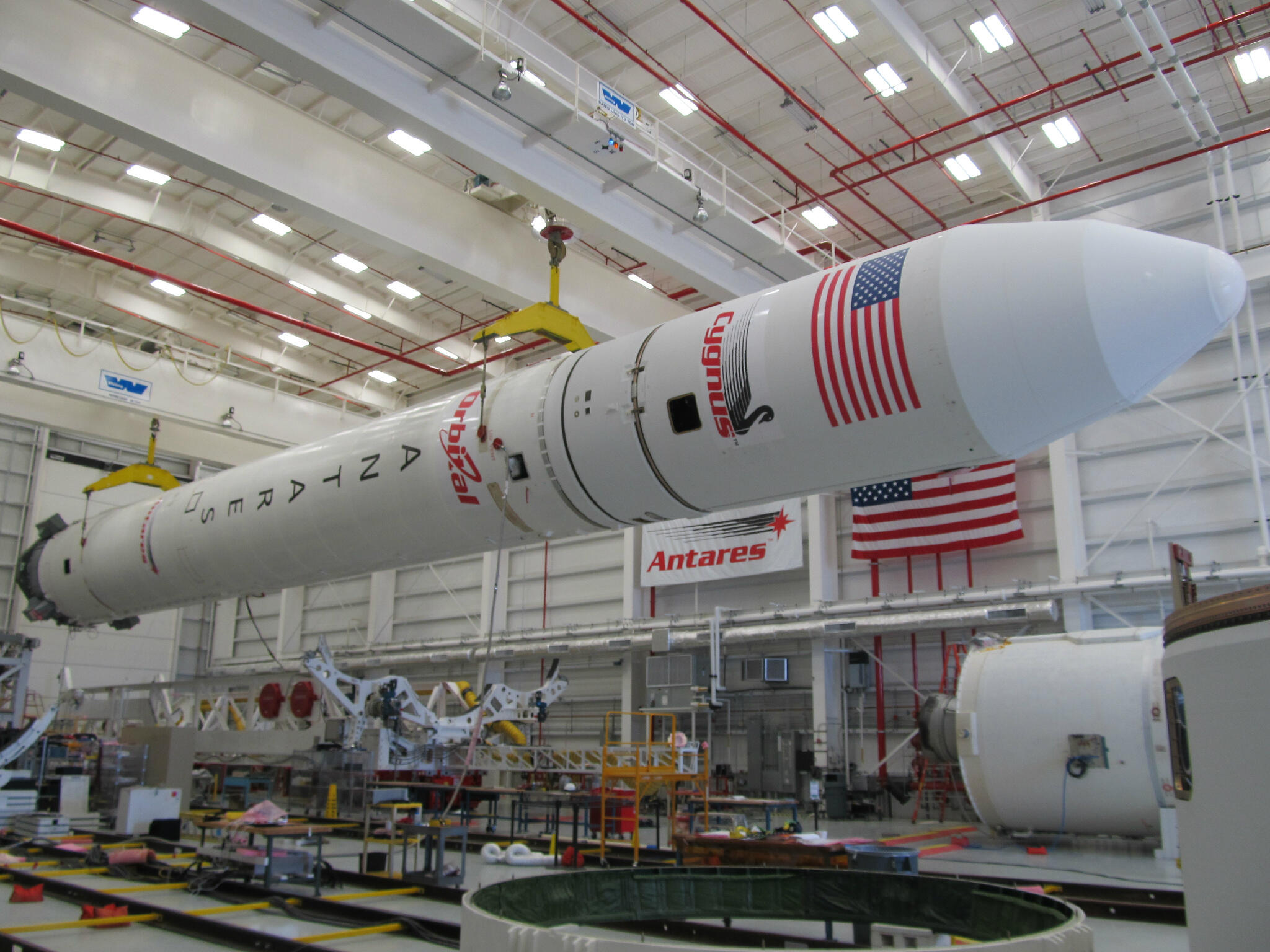
El coet A-One muntat a l'interior del Horizontal Integration Facility a Wallops
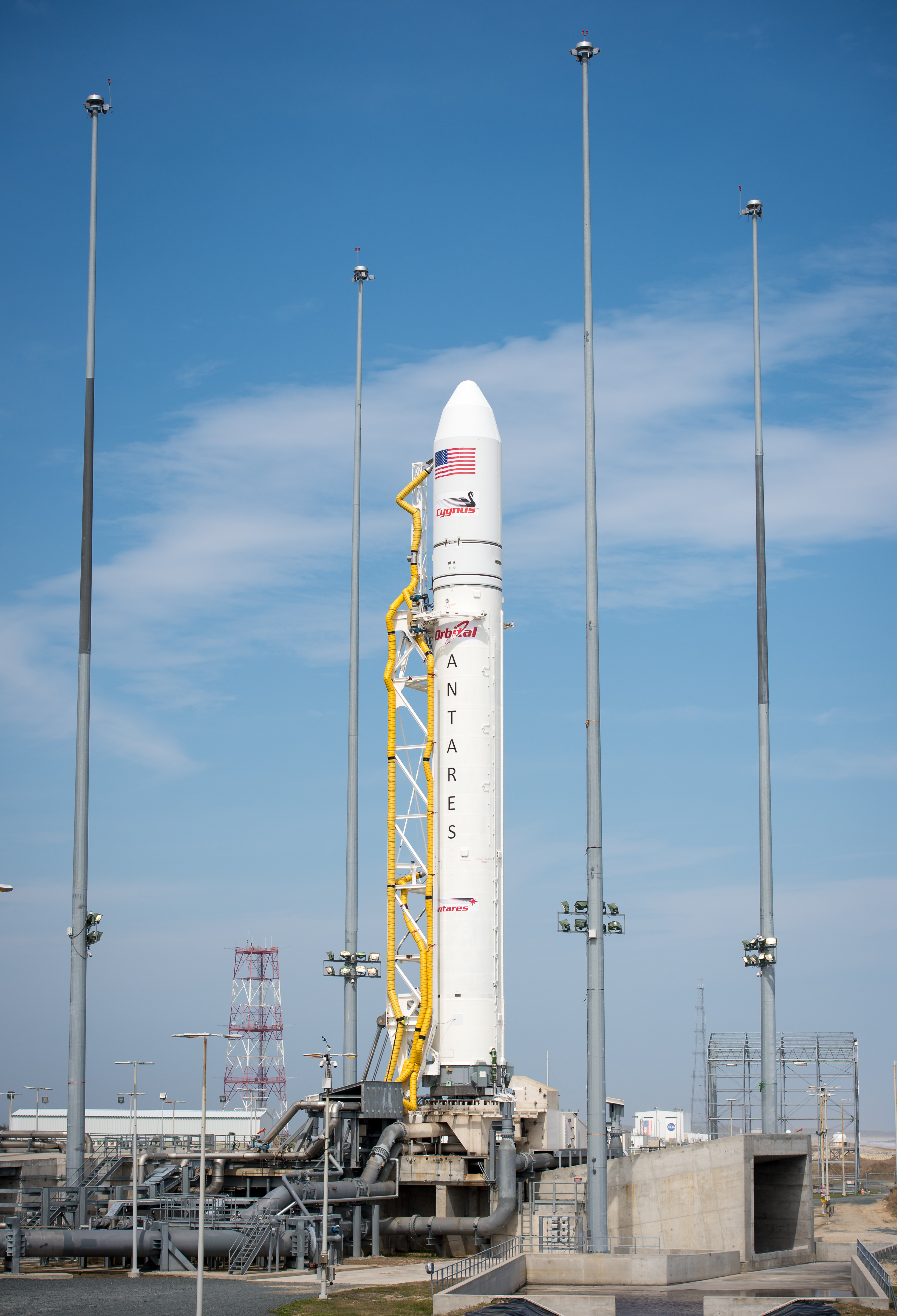
El coet Antares en vertical a la plataforma de llançament el 19 d'abril de 2013
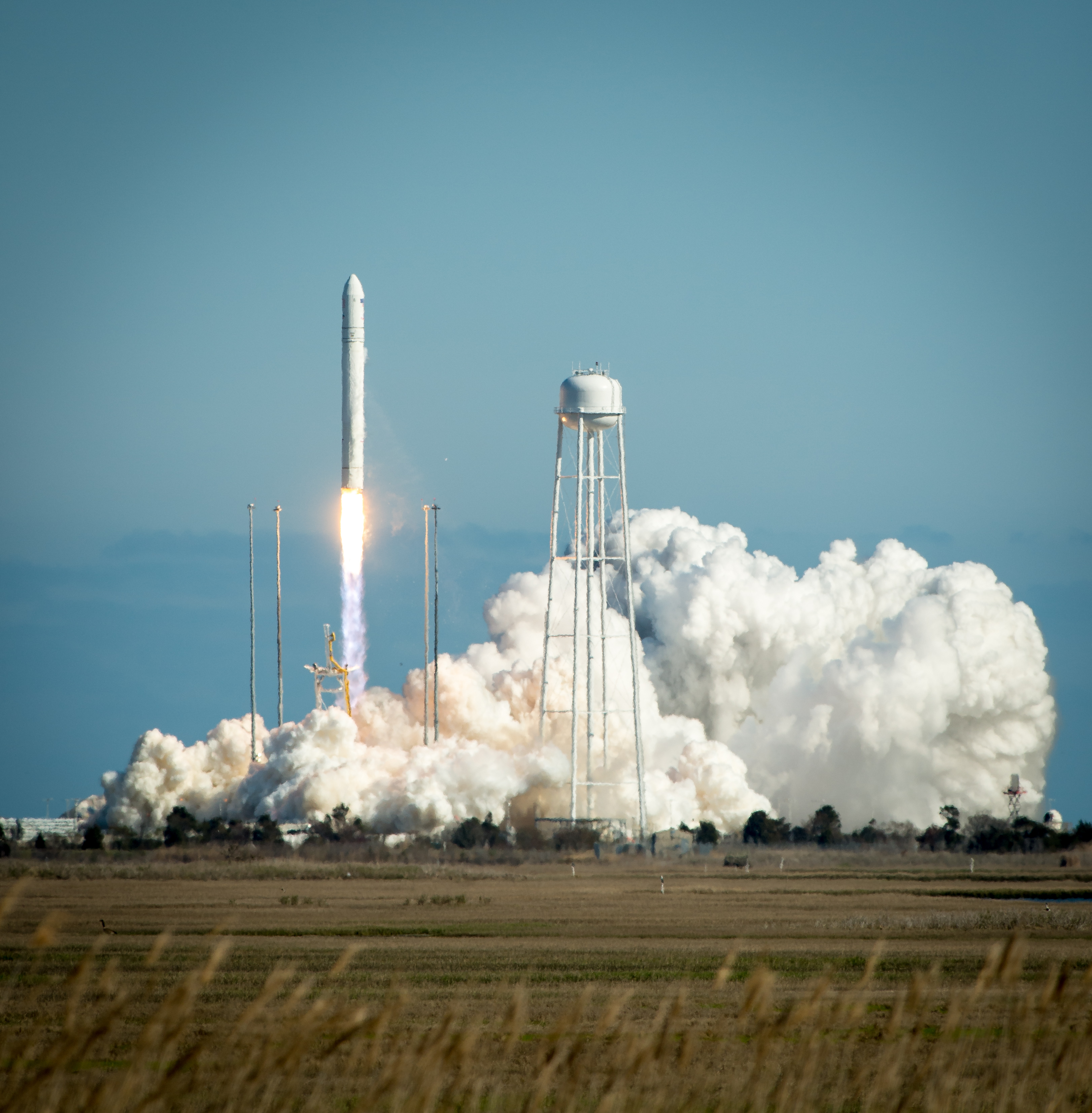
Llançament del coet Antares del 21 d'abril de 2013
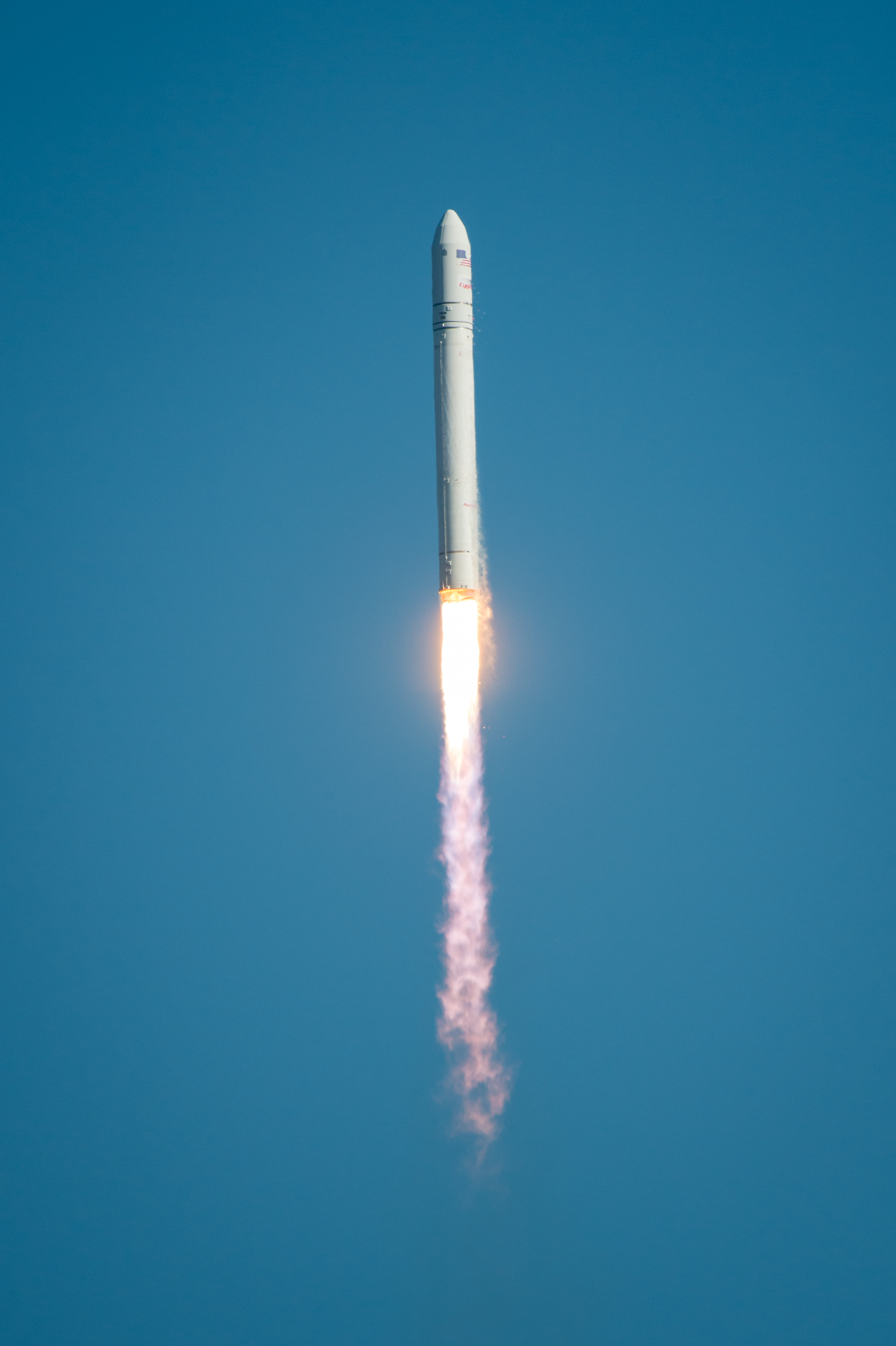
El coet Antares s'eleva cap al cel el 21 d'abril de 2013